# Fragata Iquique (II)
La fragata Iquique fue una nave de la clase River la Armada de Chile de fabricación canadiense. Fue el segundo buque chileno bajo ese nombre.

## Historia
La fragata Iquique fue una de las 151 fragatas de la clase River construidas entre 1941 y 1944 empleadas como escolta antisubmarina de los convoyes que navegaron en el Atlántico Norte durante la Segunda Guerra Mundial.
Las fragatas de la clase River tuvieron un exitoso desempeño como escoltas de convoyes por su porte y condiciones marineras. Podían llevar cualquier tipo de arma, poseían gran radio de acción, velocidad y eran confortables para las tripulaciones que tenían que soportar largas patrullas. Terminada la guerra varias fueron vendidas a muchas Armadas. Una de ellas, el HMCS Stormont fue adquirida por Aristóteles Onassis y transformada en el lujoso yate Cristina O.
La fragata Iquique fue construida, como HMCS Joliette (K418), en los astilleros Morton Engineering & Dry Dock Co., Quebec (Canadá). Su quilla fue puesta el 19 de julio de 1943 y botada el 12 de noviembre de 1943. Entró en servicio el 14 de junio de 1944. Adquirida por Chile a la Royal Canadian Navy el 21 de mayo de 1946. Llegó a Chile el 25 de junio de 1946. En 1946 fue adquirida por el gobierno de Chile junto a tres fragatas de esta clase al gobierno de Canadá.La Armada las bautizó como fragatas Iquique, Esmeralda y Covadonga.

## Servicio en la Armada de Chile

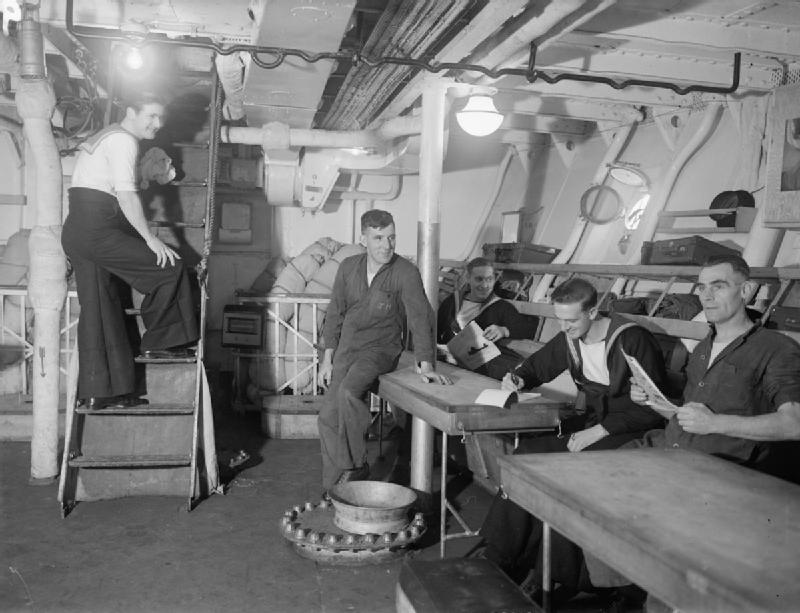
Uno de los entrepuentes - Batayola con coyes

- 1946 llegó a Chile el 25 de junio.
- 1947 Integró, junto al transporte Angamos, la 1ª Expedición chilena a la Antártica.
- 1947 - 1948 Comisión a EE. UU. de N.A. a recibir tres patrulleros recién adquiridos a la Armada de esa nación.
- 1952 Efectuó viaje de instrucción con 54 cadetes del cuarto año de la Escuela Naval. Recaló en Arica, Buenaventura, Balboa, Talara, Isla de Pascua, Juan Fernández y Valparaíso. El crucero fue desde el 2 de enero al 18 de febrero.
- 1965 Fue dada de baja según D.S. N° 912 del 21 de octubre.
- 1966 Autorizada su enajenación por Ley N 16.562 de 29 de septiembre.